# Mohammed Ben Kalish Ezab
Mohammed Ben Kalish Ezab, o Ben Kalish Ezab, es un personaje ficticio que aparece en la serie Las aventuras de Tintín, del dibujante belga Hergé. Es el emir gobernante del Khemed, un país ficticio ubicado supuestamente en la península de Arabia. Viste de forma tradicional, llevando un thawb y una kufiyya, pequeñas gafas y barba negra.

## Historia
Se le ve por primera vez en Tintín en el país del oro negro, donde también apareció su gran enemigo, el jeque Bab el Ehr, quien lanza distintos ataques con el objetivo de derrocarle. El emir también es enemigo del doctor Müller, quien bajo el nombre de profesor Smith secuestró a su único hijo y heredero, el travieso Abdallah, que fue luego rescatado por Tintín tras un tiroteo en el desierto.
En otro álbum, Stock de coque, fue derrocado por el jeque rival Bab El Ehr gracias a la ayuda de los aviones "mosquitos". Huyó con algunos hombres fieles a su guarida en Patrash, un gran edificio tallado en la roca, donde suministró a su amigo Tintín importante información.
Aprovechando el gran éscandalo mundial surgido a raíz del tráfico de esclavos dirigido por el Marqués de Gorgonzola, que no era otro que Rastapopoulos, enemigo acérrimo de Tintín, inició una insurrección que terminó con el derrocamiento de Bab El Ehr y la recuperación del poder por parte del emir.
- Datos: Q3293079